# IC 443
IC 443 је остатак супернове у сазвјежђу Близанци која се налази на листи објеката дубоког неба у Индекс каталогу.
Деклинација објекта је + 22° 31' 0" а ректасцензија 6h 16m 36,0s. IC 443 је још познат и под ознакама LBN 844, VMT 9, Sh2-248.